# Июньский рейд на Актауское укрепление
Июньский рейд на Актауское укрепление, или Осада Актауского укрепления — вооруженное нападение казахских повстанцев во главе с Кенесары Касымовым на Актауское укрепление в рамках восстания 1837—1847 гг.. Часть наступательной операции в период мая—июня 1838 года.

## Рейд
После осады Акмолинской крепости, ровно через 20 дней после, была проведена операция по атаке хорошо защищенного Актауского укрепления. Гарнизон ее состоял из двух рот №7 Сибирского линейного батальона, казаков трех полков Сибирского войска, конно-казачьей и пешей артиллерии 15-й гарнизонной бригады, всего 6 орудий. В общем гарнизон укрепления насчитывал 27 унтер-офицеров, 6 музыкантов, 207 рядовых и 7 нестроевых; казаков - 30 урядников, 1 трубач, 77 строевых и 2 резервных.
Наступление началось в 7 часов утра, 22 июня. Численность войск Кенесары составило около 2 тысячи человек. В начале нападавшие напали и разбили четыре пикета, в каждом из которых было до три казака и уряднику. Часть их была перебита, либо взята в плен, остальные казаки бежали в крепость, некоторые укрылись в камышах реки. Основную часть отряда, которую возглавил сам Кенесары, стремительно окружила укрепление и более часа держала в осаде. Атакующие расположились за версту от укрепления и огонь крепостных орудий не нанес им вреда. Восставшие не предпринимали прямых штурмов крепости ввиду сильного пушечного и ружейного огня со стороны гарнизона. В итоге они угнали табун из 500 голов скота и через час скрылись в горах. Оборонявшие потеряли двух солдат убитыми, один получил ранения, у казаков с пикетов был ранен урядник и три казака, один попал в плен. 

### Преследование со стороны Кудрявцева
На преследование повстанцев 23 июня вышел сотник Кудрявцев с 94 казаками, объехав расстояние до 50 верст и не найдя следов, Кудрявцев отступил обратно. Успех Кенесары обеспечили внезапность нападения, атаки с разных сторон и в рассыпном строю, плотное окружение укрепления, нарушение связи с пикетами и угон строевых лошадей, что не позволяло казакам устраивать организованные преследования. 
Расследовавший этот случай адъютант Командира Отдельного Сибирского корпуса штабс-капитан Спиридонов докладывал Омскому областному начальнику Талызину, что «во всем виноваты оборонявшиеся казаки, проявившие неуверенность при виде большой массы повстанцев, поэтому не оказали помощи пикетным казакам, не имели готовых лошадей, кони на выпасе не были даже спутаны и поэтому их легко угнали, казаки больше думали о своей безопасности, чем о табунах».